# 3. okręg wyborczy w Nowym Meksyku
Trzeci okręg wyborczy w Nowym Meksyku co dwa lata wybiera swojego przedstawiciela do Izby Reprezentantów Stanów Zjednoczonych. Okręg został utworzony po spisie ludności w 1980, gdy stan Nowy Meksyk zyskał trzeciego przedstawiciela w Izbie Reprezentantów. Pierwsze wybory w okręgu przeprowadzono jesienią 1982. Przedstawicielem okręgu w 118. Kongresie Stanów Zjednoczonych jest demokratka Teresa Leger Fernandez.

## Chronologiczna lista przedstawicieli
|   | Przedstawiciel            | Data objęcia urzędu | Data opuszczenia urzędu | Partia polityczna    |
| - | ------------------------- | ------------------- | ----------------------- | -------------------- |
| 1 | William Blaine Richardson | 3 stycznia 1983     | 13 lutego 1997          | Partia Demokratyczna |
| 2 | William Thomas Redmond    | 13 maja 1997        | 3 stycznia 1999         | Partia Republikańska |
| 3 | Tom Udall                 | 3 stycznia 1999     | 3 stycznia 2009         | Partia Demokratyczna |
| 4 | Ben Ray Luján             | 6 stycznia 2009     | 3 stycznia 2021         | Partia Demokratyczna |
| 5 | Teresa Leger Fernandez    | 3 stycznia 2021     |                         | Partia Demokratyczna |